# Johann Friedrich Jacob Reichenbach
Johann Friedrich Jacob Reichenbach (* 24. Januar 1760 in Großmonra; † 17. Oktober 1839 in Zöbigker) war ein thüringisch-sächsischer, deutscher Altphilologe und Pädagoge.

## Leben
Reichenbach wurde 1760 in Großmorna geboren. Seine Schulausbildung erhielt er in Donndorf und seit 1776 auf der Thomasschule zu Leipzig. Seit 1783 studierte er an der Universität Leipzig. 1790 wurde er Quintus, 1796 Tertius und von 1800 bis 1832 war er Konrektor an der Leipziger Thomasschule. Er starb 1839 bei Leipzig.
Sein Sohn ist der Zoologe und Botaniker Heinrich Gottlieb Ludwig Reichenbach. Ein weiterer Sohn war der Daguerreotypist Friedrich Wilhelm Reichenbach. Er hielt sich 1842 und 1843 in Hamburg auf.